# Pozzuolo del Friuli
Pozzuolo del Friuli – miejscowość i gmina we Włoszech, w regionie Friuli-Wenecja Julijska, w prowincji Udine.
Według danych na rok 2004 gminę zamieszkiwało 6296 osób, 185,2 os./km².

## Miasta partnerskie
- Santa Fiora